# Публий Сулпиций Саверион (консул 304 пр.н.е.)
Вижте пояснителната страница за други личности с името Публий Сулпиций Саверион.
Публий Сулпиций Саверион (на латински: Publius Sulpicius Saverrio) e политик на Римската република.

## Политическа кариера
През 304 пр.н.е. той е консул с Публий Семпроний Соф. Те получават задачата да се борят против самнитите, но скоро се сключва мир с този народ и дългата Втора самнитска война свършва. След това той води една част от войската против живеещите до Самниум планински племена. Получава триумф за победата си против самнитите, един месец след триумфа на Соф против еквите.
През 300 пр.н.е. Саверион e цензор с Публий Семпроний Соф, колегата му като консул. През 299 пр.н.е. той е вторият интеррекс за провеждане на консулските избори.
Неговият син със същото име е консул през 279 пр.н.е.